# Irith Gabriely

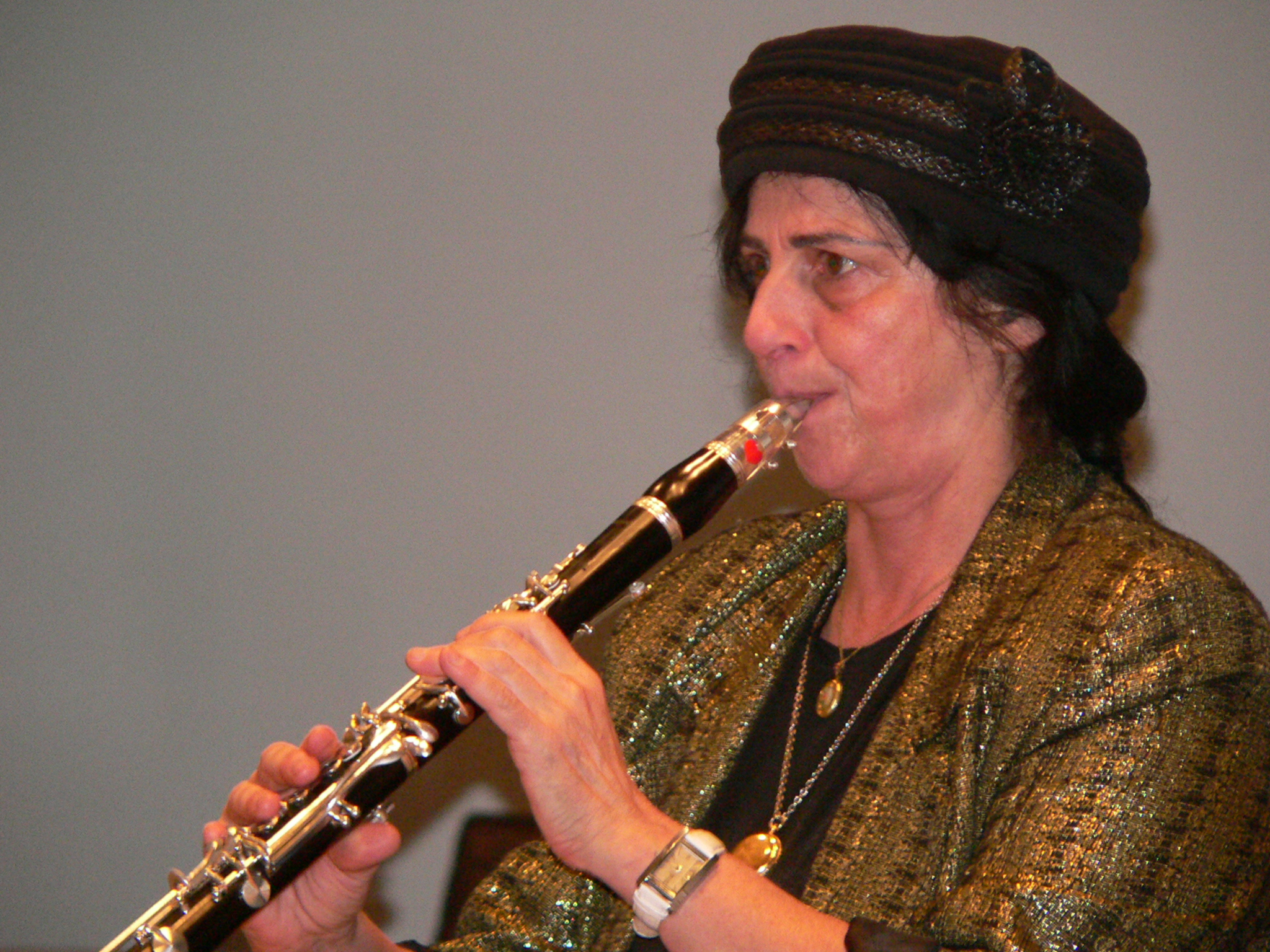
Irith Gabriely (2010)

Irith Gabriely (* 26. Dezember 1950 in Haifa) ist eine israelische Klarinettistin und Sängerin, vornehmlich von Klezmermusik.

## Leben
Irith Gabriely begann mit neun Jahren, die Klarinette zu erlernen. Im Alter von 13 Jahren gewann sie mit einem Klarinettenkonzert Carl Maria von Webers bei einem israelischen Jugendmusikwettbewerb den ersten Preis und ein Stipendium. Bis zum Alter von 20 Jahren gewann sie über mehrere Jahre Preise der America-Israel Cultural Foundation.
Sie studierte von 1968 bis 1972 an der Universität Tel Aviv Klarinette, Klavier, Dirigieren und Philosophie. Während des Jom-Kippur-Krieges 1973 trat sie mit zwei Schauspielern an verschiedenen Truppenstandorten auf. Danach reiste sie zusammen mit einem Freund nach Zürich, ohne dort jedoch ein festes Engagement zu haben. Erst eine Stellung beim Kurorchester in Bad Salzuflen führte sie nach Deutschland. Dort erwarb sie auch (mittels Führerscheinunterricht und -prüfung) ihre ersten deutschen Sprachkenntnisse; zuvor hatte sie immer auf Englisch kommuniziert. Danach folgte über das Städtetheater Passau ihre weitere Laufbahn als Solo Klarinettistin zum Orchester des Staatstheaters Darmstadt, in dem sie von 1978 bis 1995 die erste Klarinette spielte. Im Jahr 1986 gründete sie parallel dazu die Gruppe Colalaila (Klarinette, Violine, Akkordeon und E-Bass), ein Klezmerensemble, mit dem sie seitdem europaweit Erfolge feiert.
Das Quartett verwandelte sich im Jahr 2004 in Colalaila Classic, eine klassischere Variante, mit Klarinette, Violine, Violoncello und Klavier. Dieses Ensemble kann ebenfalls auf viele Konzerterfolge in Veranstaltungsorten wie u. a. dem Kammermusiksaal der Berliner Philharmonie, dem Schleswig-Holstein Musik Festival, dem Mozartsaal der Alten Oper in Frankfurt am Main und Die Glocke in Bremen zurückblicken.
Außerdem spielt sie seit 1990 zusammen mit dem Komponisten und Pianisten Peter Przystaniak oder mit Martin Wagner (Akkordeon) von Klassik über Jazz bis Klezmer, zusätzlich mit dem Organisten Hans-Joachim Dumeier im Projekt „Church meets Synagogue“ und zusammen mit dem aus Bagdad stammenden Percussionisten Riad Kheder in „Church, Synagoge und Moschée“ – einem musikalischen Trialog der drei Weltreligionen.
Ein weiteres Projekt ist das Kammersinfonieorchester Darmstadt. Dieses Orchester hat sie im Jahr 1983 gegründet und von 1983 bis 2002 dirigiert. In dieser Zeit ging Irith Gabriely auch auf Orchestertourneen nach Israel, Norwegen, Holland, der Schweiz und Polen. In Polen dirigierte sie darüber hinaus in den Jahren 1991 bis 1996 mehrfach das Kammerorchester Plóck.
Von 2002 bis 2006 folgte ein Projekt Klezmer meets Zigan, gemeinsam mit dem Sinti-Swing-Violinisten Schnuckenack Reinhardt.
Die Komponistin Barbara Heller widmete Gabriely ihre Variationen für Irith, die diese am 9. Dezember 1982 in Frankfurt am Main aufführte. Gabriely bearbeitete auch Hellers Komposition Zwiegespräche für zwei Klarinetten.

## Diskographie
- 1990 „Jewish Folk made in Germany“ Irith Gabriely & Colalaila
- 1994 „The Train to Massada“ Irith Gabriely & Colalaila
- 1996 „Klezmer Fiesta“ Irith Gabriely & Colalaila
- 1997 „Der Dybbuk“ Irith Gabriely & Streichquintett, Schlagwerk, Lesung
- 1998 „Klezmer und Zugaben“ Duo Gabriely/Przystaniak (Klarinette und Klavier)
- 1999 „Col Nidrej“ Irith Gabriely & Colalaila
- 2000 „Klassik und Zugaben“ Duo Gabriely/Przystaniak (Klarinette und Klavier)
- 2001 „Shalom“ Irith Gabriely & Colalaila
- 2002 „Church meets Synagoge“ Klarinette und Kirchenorgel mit I.Gabriely & H.J.Dumeier
- 2003 „La Dama y el Vagabundo“ Irith Gabriely & Martin Wagner (Klarinette und Akkordeon)
- 2004 „Colalaila Classic live“ Irith Gabriely & Colalaila Classic
- 2005 „Colalaila live aus der Philharmonie Berlin“ Irith Gabriely & Colalaila
- 2007 „Olé“ Irith Gabriely & Colalaila Classic, spanische Kompositionen
- 2009 Jubiläums CD, 20 Jahre Duo Gabriely/Przystaniak
- 2011 „Five Angels“ Colalaila Classic und special guests
- 2016 Gabriely & Przystaniak: „The City Never Sleeps“

## Notenwerk
- Mit Peter Przystaniak: That's Klezmer. 12 Stücke für 1–2 Klarinetten (oder Violinen) und Klavier (Bearbeitungen und Originalstücke), Peters, 2008.
- Bearbeitung für zwei Klarinetten von Barbara Heller: Zwiegespräche (Dialogues). Schott 2013.